# Movimiento Democrático del Pueblo Camerunés
El Movimiento Democrático del Pueblo Camerunés (en francés: Rassemblement démocratique du Peuple Camerounais) es el partido político gobernante y dominante de Camerún, conocida previamente como Unión Nacional de Camerún, fue renombrado en 1985, habiendo gobernado el país desde la independencia en 1960. Su líder es Paul Biya, Presidente de Camerún desde 1981, mientras que el Secretario General del Comité Central del RDPC es Jean Nkuete.

## Historia electoral
El CPDM ganó 88 de los 180 escaños en la Asamblea Nacional de Camerún en las elecciones parlamentarias de marzo de 1992, y mediante una alianza con el Movimiento por la Defensa de la República (MDR), que ganó seis escaños, obtuvo una mayoría parlamentaria. Biya ganó posteriormente las elecciones presidenciales de octubre de 1992 con aproximadamente el 40% de los votos, por delante de John Fru Ndi del Frente Socialdemócrata (SDF), que ganó alrededor del 36%.
Cinco años más tarde, el CPDM ganó 116 de los 180 escaños en las elecciones parlamentarias de mayo de 1997, (inicialmente eran 109 escaños, pero ganó una elección parcial en agosto, obteniendo siete escaños más) y en las elecciones presidenciales de octubre de 1997, Biya recibió el 92.6% de los votos en medio de un boicot de la oposición. En las elecciones parlamentarias celebradas el 30 de junio de 2002, el partido ganó 149 de 180 escaños, incluidos 16 escaños en una revuelta el 15 de septiembre para los distritos electorales donde la elección se había invalidado. En las elecciones presidenciales celebradas el 11 de octubre de 2004, Biya obtuvo el 70.9% de los votos.
El CPDM ganó 140 de los 163 escaños inicialmente declarados en las elecciones parlamentarias de julio de 2007, y ganó otros 13 escaños (de los 17 en juego) en los distritos electorales donde se volvió a votar en septiembre, por lo tanto ganando un total de 153 asientos.
Geneviève Tjoues es la Vicepresidenta del Senado Nacional.
El partido celebró su primer congreso ordinario, en el cual Biya le dijo al partido que se preparara para la competencia cuando el movimiento hacia la democracia multipartidista comenzara, el 28 de junio de 1990 en Yaundé. El primer congreso extraordinario del CPDM se celebró en Yaundé el 7 de octubre de 1995, y su segundo congreso ordinario se celebró del 17 al 19 de diciembre de 1996. Su segundo congreso extraordinario fue el 7 de julio de 2001, y el tercero el 21 de julio de 2006. Biya ha sido reelegido presidente del partido repetidas veces.

## Resultados electorales

### Elecciones presidenciales
|  | 100 % |

|  | 100 % |

|  | 100 % |

|  | 100 % |

|  | 100 % |

|  | 100 % |

|  | 39.98 % |

|  | 92.57 % |

|  | 70.92 % |

|  | 77.99 % |

|  | 71.28 % |

### Elecciones parlamentarias
| Año  | Votos     | %     | Escaños | +/−         | Posición |
| ---- | --------- | ----- | ------- | ----------- | -------- |
| 1964 | 1.863.614 | 82,98 | 40/50   |             | 1º       |
| 1970 | 2.926.224 | 100   | 50/50   | 10          | 1º       |
| 1973 | 3.293.428 | 100   | 120/120 | 70          | 1º       |
| 1978 | 3.614.768 | 100   | 120/120 | Sin cambios | 1º       |
| 1983 | 3.628.469 | 100   | 120/120 | Sin cambios | 1º       |
| 1988 | 3.179.898 | 100   | 180/180 | 60          | 1º       |
| 1992 | 981.718   | 45,95 | 88/180  | 92          | 1º       |
| 1997 | 1.399.751 | 48,46 | 109/180 | 21          | 1º       |
| 2002 |           |       | 149/180 | 40          | 1º       |
| 2007 | 2.105.503 | 67,30 | 153/180 | 4           | 1º       |
| 2013 |           |       | 148/180 | 5           | 1º       |
| 2020 |           |       | 139/180 | 9           | 1º       |